# Jean-Louis du Temple de Rougemont
Pour les articles homonymes, voir Rougemont.
Jean-Louis du Temple de Rougemont, né le 10 juin 1910 à Paris et mort le 1er octobre 1990 à Fontainebleau, est un général français.

## Biographie
Jean-Louis du Temple de Rougemont est issu d'une famille originaire de Chartres qui fut anoblie par charge à la Cour des monnaies de Paris (1769–1771).
Élève de l'École de cavalerie de Saumur, il est capitaine en 1942, lorsqu'il participe à l'organisation de la résistance dans le Sud-Ouest de la France, où il commande la zone pyrénéenne. Il devient lieutenant-colonel et premier adjoint du chef du Corps franc Pommiès. Lors de l'intégration de certains corps de maquis de la Résistance dans la Première Armée en 1944, il est incorporé dans le 5e régiment de chasseurs d'Afrique sous le colonel Grout de Beaufort.
Il est nommé directeur de la division « Renseignement » de l'État-major général de la Défense nationale le 1er juillet 1961 en remplacement du général de brigade aérienne de Loustal.
Il est chef de la division du renseignement du Secrétariat général de la Défense et de la Sécurité nationale (SGDN) au moment où éclate l'affaire Golitsyne. Le président Kennedy envoie une lettre au général de Gaulle pour le prévenir que ce transfuge du KGB avait fait un rapport aux américains concernant les pénétrations réalisées par le renseignement russe dans les instances dirigeantes. Kennedy demanda que le général envoie à Washington un représentant des services français, et de Gaulle choisit Jean-Louis du Temple de Rougemont (dont la mère, par ailleurs, était américaine). Celui-ci part à Washington avec une délégation conjointe SDECE-DST, qui comporte notamment Marcel Chalet, en tant qu'assistant anglophone.
Il est promu général de corps d'armée en 1968 et nommé commandant en chef des Forces françaises en Allemagne en 1969.
Il était commandeur de la Légion d'honneur et des palmes académiques, grand officier de l'ordre national du Mérite, grand-croix de l'ordre souverain de Malte et décoré de la croix de guerre 1939-1945, de la croix de la Valeur militaire et de la Médaille de la Résistance française.
Il est président du Polo de Paris de 1982 à 1985.
Gendre de Edgard, baron Lejeune, il est le père de Guy, de Laure, épouse du prince Marc de Beauvau-Craon et présidente de Sotheby's France, et de Cécile, épouse du 8e duc de Lorges. Son épouse est décédée en 2002. Ils sont inhumés au cimetière de Passy (division 3).

### Sources
- Provenances Impériales : bibliothèque du général et de la comtesse du Temple de Rougemont : Paris, mercredi 6 décembre 2006 ; vente Galerie Charpentier, 2006
- European biographical directory, Volume 2, 1991
- (en) Jeffery T. Richelson, A Century of Spies:Intelligence in the Twentieth Century, 1997
- Les officiers français de recrutement interne: (Armée de terre, Gendarmerie nationale, Corps techniques et administratifs des services communs et de l'armement) de 1875 à nos jours, 1997